# ミズーリ大学システム
ミズーリ大学システム（ミズーリだいがくシステム、英: University of Missouri System）は、ミズーリ大学コロンビア校を旗艦校とする公的研究型大学群。

## 概要
1839年にミズーリ州コロンビアで創立された。本部はコロンビア校に位置する。
ミズーリ大学システムには以下の4校がある。コロンビア校は4校の中心的存在であり、ローラ校は工学で評価され、セントルイス校とカンザスシティ校はパートタイムの学生が多い。
- ミズーリ大学コロンビア校
- ミズーリ大学セントルイス校
- ミズーリ大学カンザスシティ校（英語版）
- ミズーリ工科大学（旧ミズーリ大学ローラ校）

## 歴史
ミズーリ大学は、1839年Geyer Act（ゲイヤー法）により、ミシシッピ川以西で初めての州立大学としてミズーリ州ブーン郡コロンビアに創立された。
1870年、分校として、Missouri School of Mines and Metallurgy（ミズーリ鉱冶金学校、1964年ミズーリ大学ローラ校に改名）を、ミズーリ州フェルプス郡ローラに設置。
1963年、私立のカンザスシティ大学を傘下に加え、ミズーリ大学カンザスシティ校に改称。
1963年、ミズーリ大学セントルイス校をセントルイスに設置。